# Antoniu Venezianu
Antoniu Venezianu, en italiano: Antonio Veneziano, (Monreale, 1543 - Castellammare del Golfo, 19 de agosto de 1593) fue un poeta siciliano que escribió principalmente en lengua siciliana, y reivindicó el uso del siciliano frente al toscano como lengua literaria:

¿No escribió Homero, que era griego, en griego u Horacio, que era romano, en latín? Y siendo Petrarca toscano, no deja de escribir en toscano, ¿porque debería yo, que soy siciliano, dejar de escribir en siciliano? ¿Debería repetir como un loro la lengua de otros?
Antoniu Venezianu

Está considerado entre los mejores poetas que escribieron en siciliano, junto a Giovanni Meli, Domenico Tempio y Nino Martoglio. Es quizás la mayor figura de la literatura siciliana tras la escuela siciliana, que le antecede en tres siglos. Fue muy conocido por su poesía en vida, tanto en Sicilia como fuera. También escribió en italiano y en latín.

## Vida y obra
Tuvo una vida llena de aventuras. Tras haber estudiado en un colegio de jesuitas, comienza una etapa de problemas judiciales: primero con la familia por cuestiones de herencias, luego por un presunto asesinato y un secuestro.
Zarpó siguiendo a Carlos de Aragón (Sicilia estaba bajo gobierno español en la época), fue capturado por corsarios berberiscos hacia 1575. Por casualidad, compartió celda con Cervantes tras ser capturados. Escribió su mejor obra, Celia, dedicada a su amante (que algunos identifican con su prima y otros con la virreina de Sicilia), durante su estancia en la prisión en Argel. Se dice que Cervantes comentó que Veneziano se había ganado el cielo por su colección de poemas (Celia significa broma tanto en siciliano como en italiano). 
Liberado hacia 1579, vuelve a Sicilia. Murió con apenas 50 años por la explosión de un polvorín durante el encarcelamiento en Castellammare del Golfo.
Su obra es vastísima, escribiendo principalmente en siciliano, pero también en italiano y latín. Escribió otras obras poéticas, pero manteniendo la sátira y la rima burlesca. Preguntado porque había elegido escribir en siciliano, más que en una lengua literaria culta como eran el italiano o el español, respondió que si en efecto un hombre quiere seducir a una mujer, deberá hacerlo en la lengua materna de esta. No está claro si el juego de palabras fue intencionado. La obra completa fue editada en 1967 en una obra titulada Ottave, editada por A. Rigoli.

## Ejemplos de poesía
Los ejemplos seleccionados provienen de la colección Celia de hacia 1575-1580. Mientras que el primer ejemplo trata del amor, típico de la poesía temprana de Sicilia, el segundo es más atípico, poseyendo una cualidad humorística.

### N° vii
| Siciliano                                | Español                                           |
| ---------------------------------------- | ------------------------------------------------- |
| Non è xhiamma ordinaria, no, la mia      | No es llama ordinaria, no, la mía                 |
| è xhiamma chi sul'iu tegnu e rizettu,    | es llama que sólo yo tengo y vigilo,              |
| xhiamma pura e celesti, ch'ardi 'n mia;  | llama pura y celeste, que arde en mí;             |
| per gran misteriu e cu stupendu effettu. | por gran misterio y con estupendo efecto.         |
| Amuri, 'ntentu a fari idulatria,         | Amor, queriendo hacer idolatría,                  |
| s'ha novamenti sazerdoti elettu;         | se ha nuevamente sacerdote elegido;               |
| tu, sculpita 'ntra st'alma, sì la dia;   | tu, esculpida dentro de esta alma, eres la diosa; |
| sacrifiziu lu cori, ara stu pettu.       | sacrificio el corazón, ara el pecho.              |

### N° viii
| Siciliano                                | Español                                             |
| ---------------------------------------- | --------------------------------------------------- |
| In parti dubbiu e in parti sicuru,       | En parte dudo y en parte estoy seguro,              |
| fra lu zertu e l'inzertu scurru e penzu, | entre lo cierto y lo incierto me pregunto y pienso, |
| contemplu ora lu chiaru, ora lu scuru,   | contemplo ora lo claro, ora lo oscuro,              |
| e dugnu or'unu ed ora un autru senzu;    | y tengo ora uno, ora otro sentido;                  |
| pisu, assuttighiu, bilanzu, misuru,      | peso, abstraigo, sopeso, mido,                      |
| criju, non criju, risolvu e ripenzu,     | creo, no creo, resuelvo y repienso,                 |
| ogn'hura penzu e guastu, muru e smuru,   | cada hora concibo y destruyó, hago y deshago,       |
| e sempri ddà finixxu, undi 'ncumenzu.    | y siempre acabo donde comencé.                      |